# James McFadden
James McFadden (Glasgow, 14 april 1983) is een Schots voormalig voetballer die als aanvaller speelde. Hij speelde tussen 2002 en 2010 bijna vijftig interlands voor het Schots nationaal elftal.

## Carrière

### Motherwell FC
McFadden stroomde door vanuit de jeugd van Motherwell FC, waarvoor hij op zijn zeventiende debuteerde in het eerste elftal. Hij kreeg meer aandacht tijdens in de Scottish Premier League in het seizoen 2002-2003. Hij scoorde daarin negentien doelpunten in 34 wedstrijden. Hij won dat jaar de Young Player of the Year Award. McFadden kreeg wel enige kritiek voor zijn gebrek aan discipline, doordat hij vijftien gele en één rode kaart kreeg tijdens dat seizoen. In zijn laatste wedstrijd voor Motherwell dat seizoen scoorde hij een hattrick.

### Everton
Door financiële omstandigheden bij Motherwell FC stapte McFadden voor 1,25 miljoen pond over naar Everton FC, dat op dat moment in de Engelse Premier League speelde, onder coach David Moyes. McFadden scoorde zijn debuut-goal voor Everton een jaar na zijn komst, tijdens een 5-2-nederlaag bij Tottenham Hotspur FC op 1 januari 2005. Een week later scoorde hij een doelpunt in een FA Cup-wedstrijd.

### Birmingham City
Op 18 januari 2008 ging McFadden voor £5.000.000 naar Birmingham City FC, waar hij voor 3,5 jaar tekende, met een optie voor twee extra jaren. Zijn eerste doelpunt kwam in zijn vierde wedstrijd voor de club, een strafschop tegen West Ham United. In zijn eerstvolgende wedstrijd, thuis tegen Arsenal, scoorde hij in de laatste minuut van de blessuretijd. Tijdens zijn tweede seizoen bij Birmingham City kon hij niet spelen door een knieblessure.

### Everton en Sunderland
Op 17 oktober 2011 keerde hij terug bij z'n oude club Everton FC. Daar speelde hij zeven competitiewedstrijden. Op 26 oktober 2012 tekende de transfervrije McFadden voor Sunderland AFC. Hij speelde er drie wedstrijden.

### Latere carrière
In 2013 keerde McFadden terug bij zijn jeugdliefde Motherwell FC, nadat hij een eenjarig contract had getekend op Fir Park. Hij maakte zijn debuut tegen Celtic FC. Na een tussenseizoen bij St. Johnstone FC speelde McFadden tussen 2015 en 2017 weer voor Motherwell. Hij sloot zijn carrière af bij Queen of the South FC.

## Internationale goals
McFadden speelde 48 interlands voor het Schots voetbalelftal en scoorde daarin 15 keer.
| #   | Datum             | Plaats               | Tegenstander | Doelpunt | Uitslag | Soort wedstrijd/toernooi     |
| --- | ----------------- | -------------------- | ------------ | -------- | ------- | ---------------------------- |
| 1.  | 6 september 2003  | Glasgow, Schotland   | Faeröer      | 3–1      | 3–1     | EK 2004 kwalificatie         |
| 2.  | 15 november 2003  | Glasgow, Schotland   | Nederland    | 1–0      | 1–0     | EK 2004 kwalificatieplay-off |
| 3.  | 31 maart 2004     | Glasgow, Schotland   | Roemenië     | 1–2      | 1–2     | Vriendschappelijk            |
| 4.  | 27 mei 2004       | Tallinn, Estland     | Estland      | 1–0      | 1–0     | Vriendschappelijk            |
| 5.  | 3 september 2004  | Valencia, Spanje     | Spanje       | 1–0      | 1–1     | Vriendschappelijk            |
| 6.  | 17 november 2004  | Edinburgh, Schotland | Zweden       | 1–3      | 1–4     | Vriendschappelijk            |
| 7.  | 4 juni 2005       | Glasgow, Scotland    | Moldavië     | 2–0      | 2–0     | WK 2006 kwalificatie         |
| 8.  | 12 oktober 2005   | Celje, Slovenië      | Slovenië     | 2–0      | 3–0     | WK 2006 kwalificatie         |
| 9.  | 11 mei 2006       | Kobe, Japan          | Bulgarije    | 3–1      | 5–1     | Kirin Cup 2006               |
| 10. | 2 september 2006  | Glasgow, Schotland   | Faeröer      | 2–0      | 6–0     | EK 2008 kwalificatie         |
| 11. | 8 september 2007  | Glasgow, Scotland    | Litouwen     | 3–1      | 3–1     | EK 2008 kwalificatie         |
| 12. | 12 september 2007 | Parijs, Frankrijk    | Frankrijk    | 1–0      | 1–0     | EK 2008 kwalificatie         |
| 13. | 13 oktober 2007   | Glasgow, Schotland   | Oekraïne     | 3–1      | 3–1     | EK 2008 kwalificatie         |
| 14. | 10 september 2008 | Reykjavik, IJsland   | IJsland      | 2–0      | 2–1     | WK 2010 kwalificatie         |
| 15. | 5 september 2009  | Glasgow, Scotland    | Macedonië    | 2–0      | 2–0     | WK 2010 kwalificatie         |